# زد ویو
زد ویو (Z-Wave) پروتکل ارتباطات بی‌سیم است که به‌طور عمده برای اتوماسیون ساختمان‌های مسکونی و تجاری استفاده می‌شود. این پروتکل یک شبکه مش است که از امواج رادیویی کم‌مصرف برای ارتباط بین دستگاه‌ها استفاده می‌کند، و امکان کنترل بی‌سیم دستگاه‌های خانه هوشمند مانند چراغ‌های هوشمند، سیستم‌های امنیتی، ترموستات‌ها، حسگرها، قفل‌های هوشمند درب و بازکن‌های درب گاراژ را فراهم می‌کند. برند و فناوری زد ویو متعلق به شرکت Silicon Labs است. بیش از 300 شرکت درگیر در این فناوری در چارچوب ائتلاف زد ویو گرد هم آمده‌اند.
مانند دیگر پروتکل‌ها و سیستم‌هایی که برای بازارهای مسکونی، تجاری، MDU (ساختمان‌های چندواحدی) و ساختمان‌ها طراحی شده‌اند، یک سیستم زد ویو می‌تواند از طریق تلفن هوشمند، تبلت یا کامپیوتر کنترل شود و به‌صورت محلی از طریق بلندگوی هوشمند، کلید بی‌سیم (Keyfob) یا پانل دیواری که به یک دروازه (Gateway) یا دستگاه کنترل مرکزی زد ویو متصل است، قابل مدیریت باشد. زد ویو لایه کاربردی (Application Layer) را برای تعامل بین سیستم‌های کنترل خانگی تولیدکنندگان مختلف که بخشی از ائتلاف آن هستند، فراهم می‌کند. تعداد محصولات سازگار با زد ویو در حال افزایش است؛ بیش از 1,700 محصول در سال 2017، بیش از 2,600 محصول تا سال 2019، و بیش از 4,000 محصول تا سال 2022.

## تاریخچه
پروتکل زد ویو در سال 1999 توسط شرکت دانمارکی Zensys که در کپنهاگ مستقر بود، توسعه یافت. در همان سال، Zensys یک سیستم کنترل روشنایی برای مصرف‌کنندگان معرفی کرد که بعدها به زد ویو تبدیل شد، یک پروتکل اختصاصی اتوماسیون خانگی مبتنی بر سیستم روی تراشه (SoC) در یک باند فرکانس بدون مجوز در محدوده 900 مگاهرتز.

اولین مجموعه تراشه‌های آن که به نام سری 100 شناخته می‌شد، در سال 2003 عرضه شد و سری 200 آن در ماه مه 2005 منتشر شد، که تراشه ZW0201 عملکرد بالا را با هزینه پایین ارائه می‌داد.  تراشه سری 500 که به عنوان زد ویو پلاس (Z-Wave Plus) نیز شناخته می‌شود، در مارس 2013 عرضه شد و دارای چهار برابر حافظه بیشتر، برد بی‌سیم بهبود‌یافته، عمر باتری بهتر، یک چارچوب امنیتی S2 ارتقایافته و قابلیت تنظیم SmartStart بود. تراشه سری 700 در سال 2019 عرضه شد و توانایی ارتباط مستقیم تا 100 متر از نقطه به نقطه یا 800 متر در کل شبکه زد ویو ، عمر باتری تا 10 سال و همچنین فناوری‌های S2 و SmartStart را ارائه کرد.
این فناوری در حدود سال 2005 در آمریکای شمالی محبوب شد، زمانی که پنج شرکت از جمله Danfoss، Ingersoll-Rand و Leviton Manufacturing زد ویو را پذیرفتند. آن‌ها ائتلاف زد ویو را تشکیل دادند که هدف آن ترویج استفاده از فناوری زد ویو بود و تمامی محصولات تأیید شده توسط شرکت‌های عضو ائتلاف با یکدیگر سازگار بودند. در سال 2005، شرکت Bessemer Venture Partners دور سوم سرمایه‌گذاری به مبلغ 16 میلیون دلار برای Zensys را هدایت کرد. در ماه مه 2006، Intel Capital اعلام کرد که قصد سرمایه‌گذاری در Zensys را دارد، چند روز پس از پیوستن اینتل به ائتلاف ، در سال 2008، Zensys سرمایه‌گذاری‌هایی از شرکت‌های Panasonic، Cisco Systems، Palamon Capital Partners و Sunstone Capital دریافت کرد.
در دسامبر 2008، Sigma Designs زد ویو را خریداری کرد.  پس از این خرید، دفتر مرکزی زد ویو در آمریکا در فریمونت، کالیفرنیا با دفتر مرکزی Sigma در Milpitas، کالیفرنیا ادغام شد. به عنوان بخشی از این تغییرات، حقوق علائم تجاری زد ویو در ایالات متحده توسط Sigma Designs حفظ شد و در اروپا توسط یک شرکت تابعه Aeotec Group خریداری شد.

در 23 ژانویه 2018، Sigma اعلام کرد که قصد دارد فناوری و دارایی‌های تجاری زد ویو را به مبلغ 240 میلیون دلار به Silicon Labs بفروشد،  و این فروش در 18 آوریل 2018 تکمیل شد.
در سال 2005، تنها شش محصول در بازار وجود داشت که از فناوری زد ویو استفاده می‌کردند. تا سال 2012، با افزایش محبوبیت فناوری خانه‌های هوشمند، تقریباً 600 محصول مبتنی بر زد ویو در ایالات متحده در دسترس بود. تا ژوئن 2022، بیش از 4,000 محصول تأیید شده زد ویو که با یکدیگر سازگار هستند، وجود دارد.

## قابلیت همکاری
قابلیت همکاری Z-Wave در لایه کاربردی تضمین می‌کند که دستگاه‌ها می‌توانند اطلاعات را به اشتراک بگذارند و تمامی سخت‌افزارها و نرم‌افزارهای زد ویو با یکدیگر کار کنند. فناوری شبکه مش بی‌سیم آن به هر گره (Node) اجازه می‌دهد که به‌طور مستقیم یا غیرمستقیم با گره‌های مجاور صحبت کرده و سایر گره‌ها را کنترل کند. گره‌هایی که در محدوده قرار دارند، به‌طور مستقیم با یکدیگر ارتباط برقرار می‌کنند. اگر گره‌ها در محدوده نباشند، می‌توانند از طریق یک گره دیگر که در محدوده هر دو قرار دارد، به اطلاعات دسترسی پیدا کنند و آن را مبادله کنند.
در سپتامبر 2016، بخش‌هایی از فناوری زد ویو عمومی شد، زمانی که مالک آن در آن زمان، یعنی Sigma Designs، نسخه عمومی لایه قابلیت همکاری زد ویو را منتشر کرد و نرم‌افزار آن به کتابخانه متن‌باز زد ویو اضافه شد.  استاندارد MAC/PHY زد ویو به‌صورت جهانی توسط اتحادیه بین‌المللی مخابرات (ITU) به‌عنوان استاندارد رادیویی ITU 9959 پذیرفته شده است.
در دسترس بودن نسخه متن‌باز به توسعه‌دهندگان نرم‌افزار اجازه می‌دهد تا زد ویو را با محدودیت‌های کمتری در دستگاه‌ها ادغام کنند. امنیت S2، Z/IP برای انتقال سیگنال‌های زد ویو از طریق شبکه‌های IP و میان‌افزار زد ویو از سال 2016 به صورت متن‌باز ارائه شده‌اند.
در سال 2020، ائتلاف زد ویو مشخصاتش را تصویب کرد و توسعه آن را به جامعه متن‌باز گسترش داد. گروه فنی ائتلاف (Alliance Technical Working Group) مسئول توسعه مشخصات زد ویو است و کتابخانه‌ای از پیاده‌سازی‌های استاندارد را برای محصولات سازگار با زد ویو نگهداری می‌کند.

## استانداردها و ائتلاف زد ویو
ائتلاف زد ویو که در سال 2005 تأسیس شد و در سال 2020 به‌عنوان یک سازمان غیرانتفاعی دوباره ثبت گردید، یک سازمان توسعه استاندارد مبتنی بر اعضا است که به توسعه بازار، مشخصات فنی زد ویو ، تأیید دستگاه‌ها و آموزش درباره این فناوری اختصاص دارد. ائتلاف زد ویو یک کنسرسیوم متشکل از بیش از 300 شرکت در بازار فناوری‌های متصل مسکونی و تجاری است. این ائتلاف دستگاه‌ها را براساس استانداردهایی تأیید می‌کند که قابلیت همکاری با تمام نسل‌های دستگاه‌های Z-Wave را با سازگاری کامل به عقب تضمین می‌کند. این استانداردها شامل مشخصاتی برای قابلیت اطمینان، برد، مصرف انرژی و قابلیت همکاری دستگاه‌ها هستند.
در اکتبر 2013، یک پروتکل و برنامه تأیید قابلیت همکاری جدید با نام زد ویو پلاس(Z-Wave Plus) معرفی شد که براساس ویژگی‌های جدید و استانداردهای بالاتر قابلیت همکاری طراحی شده بود و برای سیستم روی تراشه (SoC) سری 500 الزامی بود. همچنین شامل برخی از ویژگی‌هایی بود که از سال 2012 برای تراشه‌های سری 300/400 در دسترس بودند. در فوریه 2014، اولین محصول تحت زد ویو پلاس تأیید شد.
در سال 2016، این ائتلاف یک برنامه آموزشی با عنوان Z-Wave Certified Installer Training راه‌اندازی کرد تا نصاب‌ها، یکپارچه‌سازان و فروشندگان ابزارها و دانش لازم برای راه‌اندازی شبکه‌ها و دستگاه‌های زد ویو در پروژه‌های مسکونی و تجاری را به دست آورند. در همان سال، ائتلاف ابزار تشخیص و رفع مشکلات با نام Z-Wave Certified Installer Toolkit (Z-CIT) را معرفی کرد که می‌توان از آن در طول راه‌اندازی شبکه و دستگاه استفاده کرد و همچنین به‌عنوان یک ابزار تشخیص از راه دور عمل می‌کند.
Z-Wave Long Range (LR) در سپتامبر 2020 معرفی شد که یک مشخصه جدید با برد بیشتر نسبت به سیگنال‌های معمولی زد ویو است. مشخصه LR تحت گواهینامه Z-Wave Plus v2 مدیریت و تأیید می‌شود. در 15 مارس 2022، ائتلاف زد ویو اعلام کرد که برند امنیتی و اتوماسیون خانگی Ecolink اولین شرکتی است که گواهینامه Z-Wave LR را با کنترلر درب گاراژ سری 700 خود دریافت کرده است.
ائتلاف زد ویو برنامه تأیید ان را مدیریت می‌کند. این برنامه شامل دو بخش است: تأیید فنی و تأیید بازار.
در دسامبر 2019، زد ویو پروژه‌ای به نام Z-Wave Source Code Project را اعلام کرد که در آن کد منبع پلتفرم خود را منتشر کرد تا اعضا بتوانند به توسعه این استاندارد کمک کنند. این پروژه تحت نظارت گروه جدید OS Work Group انجام می‌شود و برای اعضای ائتلاف در گیت هاب در دسترس است.
در آگوست 2020، ائتلاف زد ویو به‌طور رسمی به‌عنوان یک سازمان مستقل غیرانتفاعی توسعه استاندارد ثبت شد و با هفت عضو مؤسس تحت ساختار جدید SDO خود آغاز به کار کرد: Alarm.com، Assa Abloy، Leedarson، Ring، Silicon Labs، StratIS و Qolsys. تحت SDO، سطوح عضویت جدید، گروه‌های کاری و کمیته‌هایی شامل گروه‌های فنی برای ویژگی‌های خاص، و گروه‌های مربوط به تأیید، امنیت و بازاریابی ایجاد شد.

## امنیت
زد ویو بر اساس یک طراحی اختصاصی است که توسط Sigma Designs به‌عنوان فروشنده اصلی تراشه آن پشتیبانی می‌شد. اما واحد تجاری زد ویو در سال 2018 توسط Silicon Labs خریداری شد.  در دسامبر 2019، Silicon Labs اعلام کرد که مشخصات زد ویو را به‌عنوان یک استاندارد بی‌سیم متن‌باز منتشر خواهد کرد تا توسط ائتلاف زد ویو تأیید شود.
یک آسیب‌پذیری اولیه در قفل‌های درب زد ویو با رمزگذاری AES کشف شد که می‌توانست به‌صورت از راه دور مورد سوءاستفاده قرار گیرد تا درها بدون نیاز به دانستن کلیدهای رمزگشایی باز شوند. به دلیل تغییر کلیدها، پیام‌های شبکه بعدی، مانند پیام "در باز است"، توسط کنترلر شبکه نادیده گرفته می‌شدند. این آسیب‌پذیری ناشی از نقصی در مشخصات پروتکل زد ویو نبود، بلکه یک خطای پیاده‌سازی توسط سازنده قفل‌های در بود.
در 17 نوامبر 2016، ائتلاف زد ویو استانداردهای امنیتی قوی‌تری را برای دستگاه‌هایی که از تاریخ 2 آوریل 2017 تأییدیه زد ویو دریافت می‌کنند، اعلام کرد. این استاندارد که با نام Security 2 (S2) شناخته می‌شود، امنیت پیشرفته‌ای را برای دستگاه‌های خانه هوشمند، درگاه‌ها (Gateways) و هاب‌ها ارائه می‌دهد.  S2 استانداردهای رمزنگاری برای انتقالات بین گره‌ها را تقویت کرده و فرآیندهای جفت‌سازی جدیدی را برای هر دستگاه الزامی می‌کند که شامل استفاده از کدهای PIN یا QR منحصر به‌فرد بر روی هر دستگاه است. این لایه جدید احراز هویت برای جلوگیری از دسترسی هکرها به دستگاه‌های بدون امنیت یا ضعیف طراحی شده است.
طبق گفته ائتلاف زد ویو ، این استاندارد امنیتی جدید، پیشرفته‌ترین امنیت موجود در بازار برای دستگاه‌ها، کنترلرها، درگاه‌ها و هاب‌های خانه هوشمند است. تراشه سری 800 که در اواخر سال 2021 عرضه شد، همچنان از قابلیت‌های امنیتی استاندارد S2 پشتیبانی می‌کند و همچنین از فناوری Secure Vault شرکت Silicon Labs بهره می‌برد که امکان دستیابی به گواهی‌نامه PSA Certification Level 3 را برای دستگاه‌های بی‌سیم فراهم می‌کند.
در سال 2022، محققان چندین آسیب‌پذیری در چیپ‌ست‌های زد ویو تا سری 700 را منتشر کردند.  این آسیب‌پذیری‌ها بر اساس استفاده از یک ابزار Fuzzer متن‌باز مخصوص پروتکل بودند. در نتیجه، بسته به نوع چیپ‌ست و دستگاه، یک مهاجم در محدوده رادیویی زد ویو می‌تواند خدمات را مختل کند، باعث خرابی دستگاه‌ها شود، باتری‌ها را تخلیه کند، ترافیک را رهگیری، مشاهده یا بازپخش کند، و دستگاه‌های آسیب‌پذیر را کنترل کند. CVEهای مرتبط با این آسیب‌پذیری‌ها شامل CVE-2020-9057، CVE-2020-9058، CVE-2020-9059، CVE-2020-9060، CVE-2020-9061، CVE-2020-10137 هستند که توسط CERT منتشر شده‌اند.
دستگاه‌های زد ویو با چیپ‌ست‌های سری 100، 200 و 300 نمی‌توانند برای رفع این آسیب‌پذیری‌ها به‌روزرسانی شوند. اما برای دستگاه‌های دارای چیپ‌ست‌های سری 500 و 700، این آسیب‌پذیری‌ها می‌توانند از طریق به‌روزرسانی‌های نرم‌افزاری کاهش یابند.